# Kreuzkirche (Ottensen)

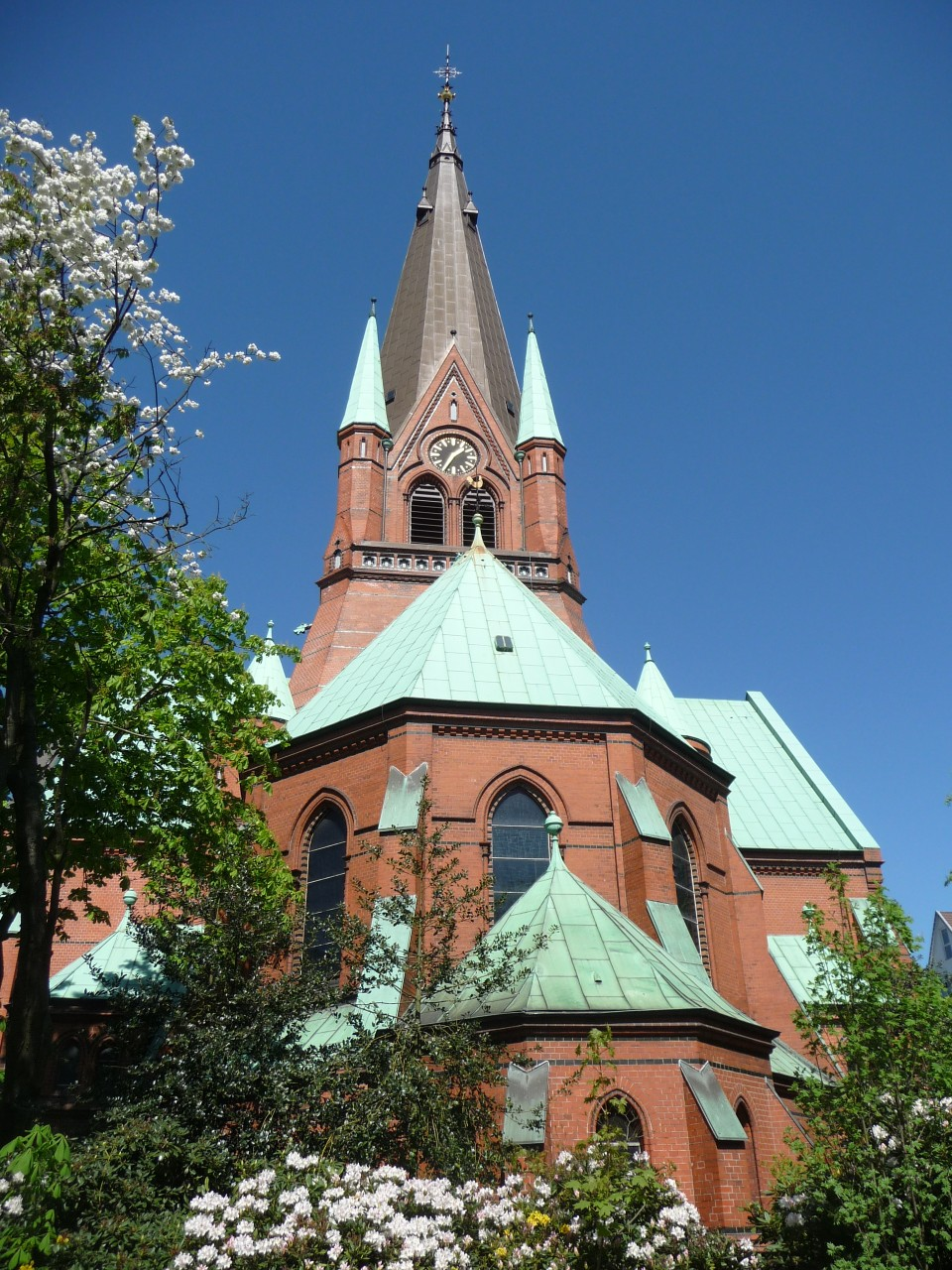
Blick auf den Chor

Die Kreuzkirche an der Kreuzung Behringstraße/Hohenzollernring in Hamburg-Ottensen ist ein neugotischer Bau von 1898, der heute von der evangelisch-lutherischen Tabita-Kirchengemeinde genutzt wird. Gelegentlich finden Konzerte statt.

## Bau der Kirche

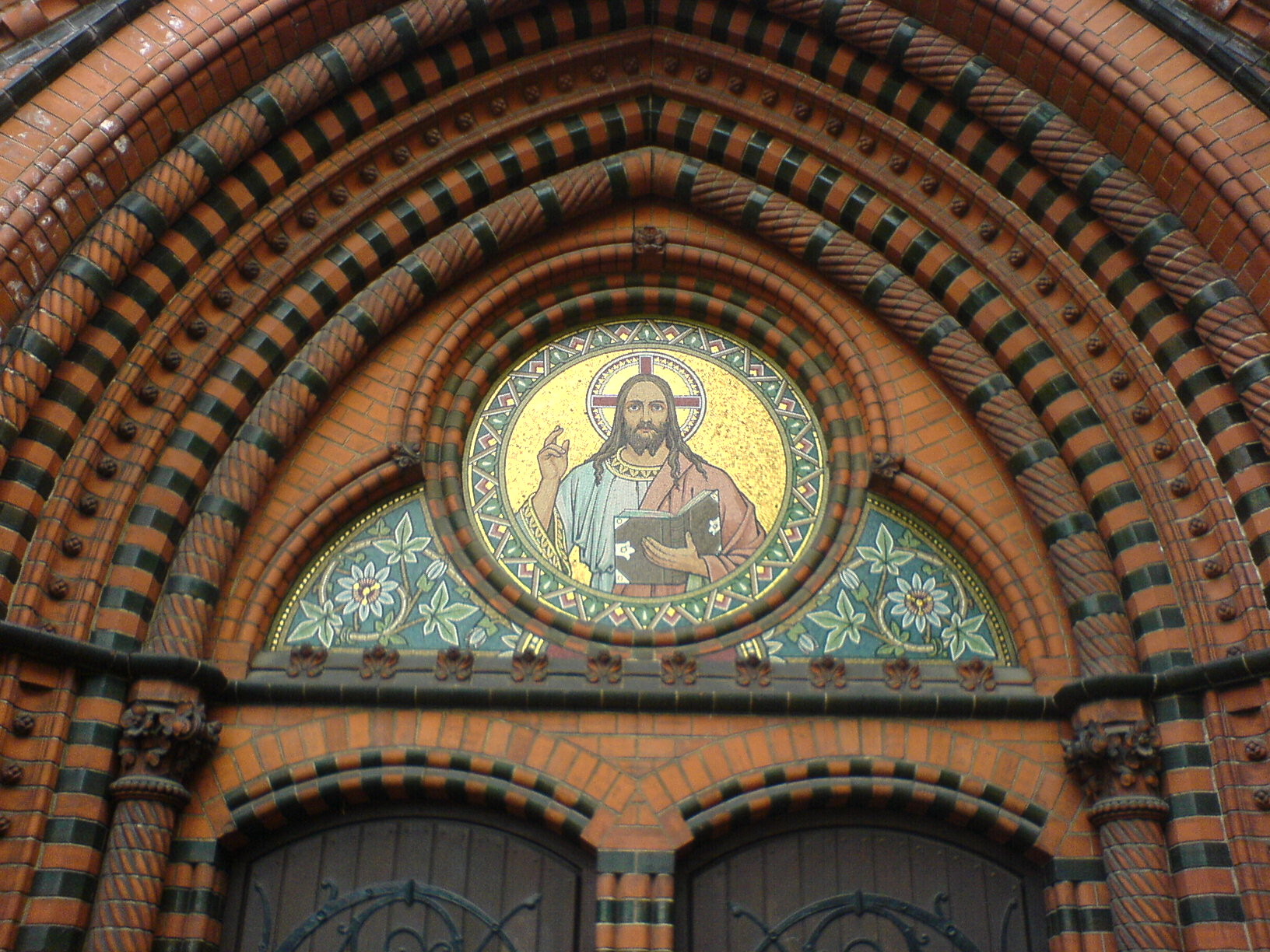
Das Mosaik im Tympanon

1889 geriet das einstmals selbstständige Ottensen an die holsteinische Stadt Altona, die in diesen Jahren beständig wuchs. 1896 wurden Pläne für einen Ausbau der Wohngebiete Richtung Westen verabschiedet, die auch ein neues Kirchengebäude an städtebaulich exponierter Stelle auf der Kreuzung zwischen zwei künftigen Straßen vorsahen. Dieses entwarf Fernando Lorenzen, der sich dabei an der Wiesbadener Bergkirche seines Lehrmeisters Johannes Otzen orientierte. Der Bau begann 1897, die Einweihung erfolgte nach recht kurzer Bauzeit bereits am 22. November 1898. Erster Pastor der Kirche wurde Amandus Weinreich, der auch schon den Bau der Kirche begleitet hatte.
Die kleine Kreuzkirche ist eine typische Stadtkirche der Gründerzeit: errichtet aus rotem Backstein in Kombination mit Glasursteinen zur Betonung der Baudetails und mit kupfernen Dächern nimmt sie die Tradition der Backsteingotik auf. Sie ist eine zentralbauartige Saalkirche von kreuzförmigen Grundriss mit einem zentralen 67 m hohen Vierungsturm. An dem Gotteshaus finden sich zahlreiche kleine Dekorationselemente, wie schmiedeeiserne Wasserspeier, knospenartige Kapitelle und ein Mosaik im Tympanon des Portals. Die Kirche steht auf einer kleinen, gärtnerisch gestalteten Verkehrsinsel auf der Kreuzung der viel befahrenen Behringstraße und des Hohenzollernrings. Ursprünglich war sie das erste fertiggestellte Bauwerk des neuen Quartiers gewesen und hatte noch allein auf einer Wiese gestanden.
Während des Ersten Weltkriegs wurde das ursprüngliche Kupferdach für Rüstungszwecke entfernt, die Luftangriffe im Zweiten Weltkrieg zerstörten nur einige Fenster; das Gebäude selbst blieb weitgehend unbeschädigt.
In den Jahren 1993 bis 1998 sowie 2001 bis 2007 erfolgten umfangreiche Instandsetzungen durch das Architekturbüro von Joachim Reinig, die jedoch wegen mangelnder Finanzierung nicht abgeschlossen wurden. Die notwendigen Restkosten werden auf mehr als 1,2 Mio. € geschätzt, auch bei sicherer Finanzierung soll die Sanierung erst nach 2017 abgeschlossen sein.

## Innenraum
Der ursprünglich reich ausgestattete neugotische Innenraum wurde nach dem Ersten Weltkrieg radikal umgewandelt. Ornamente und Figuren an Altar und Kanzel wurden entfernt und die byzantinisch anmutende Ausmalung einfarbig übermalt. Die renovierungsbedürftigen Seitenaufgänge zu den Emporen zeugen noch von der ursprünglichen Ausstattung. Weitere Veränderungen wurden in den Jahren von 1938 bis 1940 sowie von 1952 bis 1955 und 1968 vorgenommen. 1992 bis 1998 wurde der gesamte Kirchensaal nach Entwürfen von Hans Kock neu ausgemalt.

Innenansichten
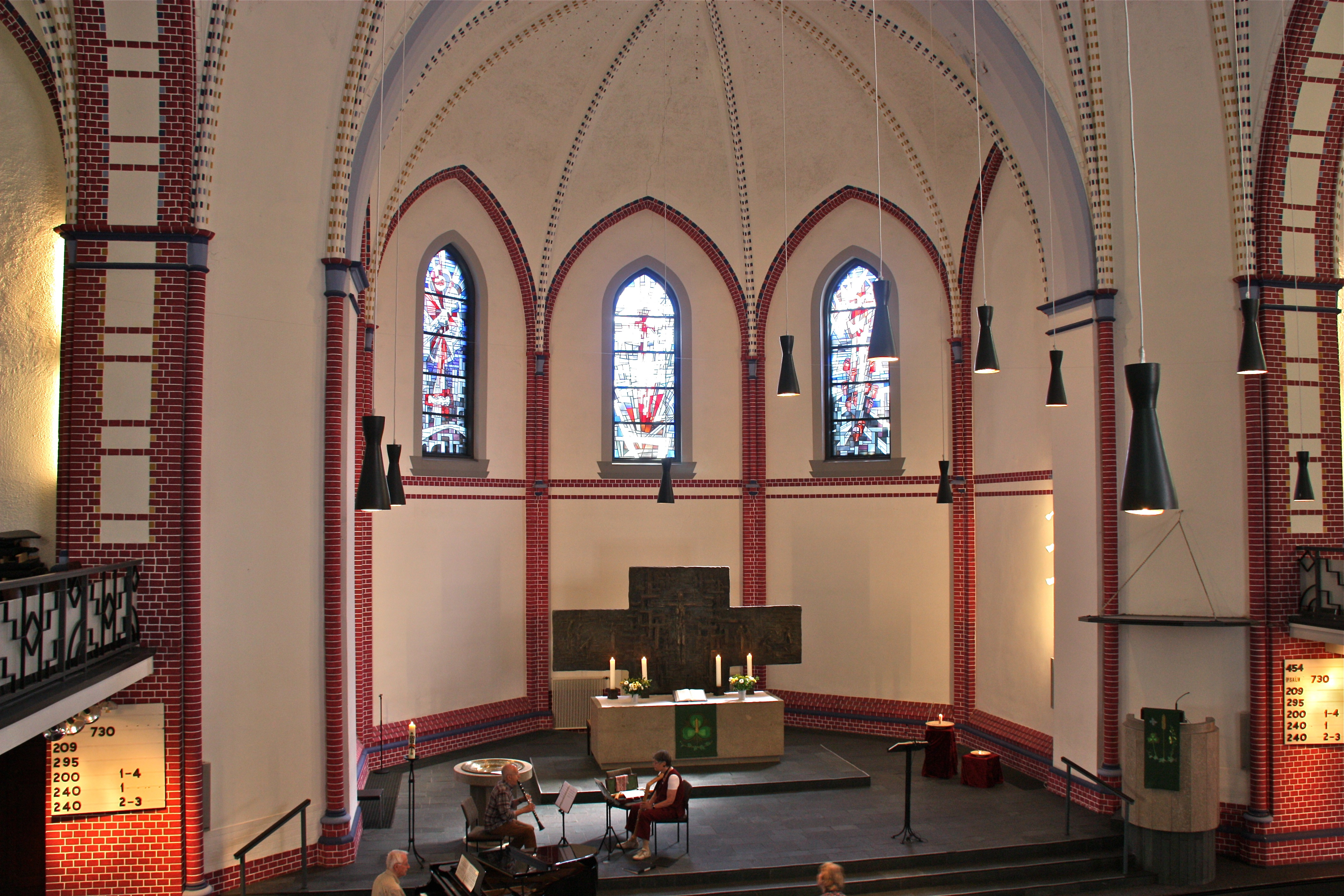
Blick von der Empore auf den Altar
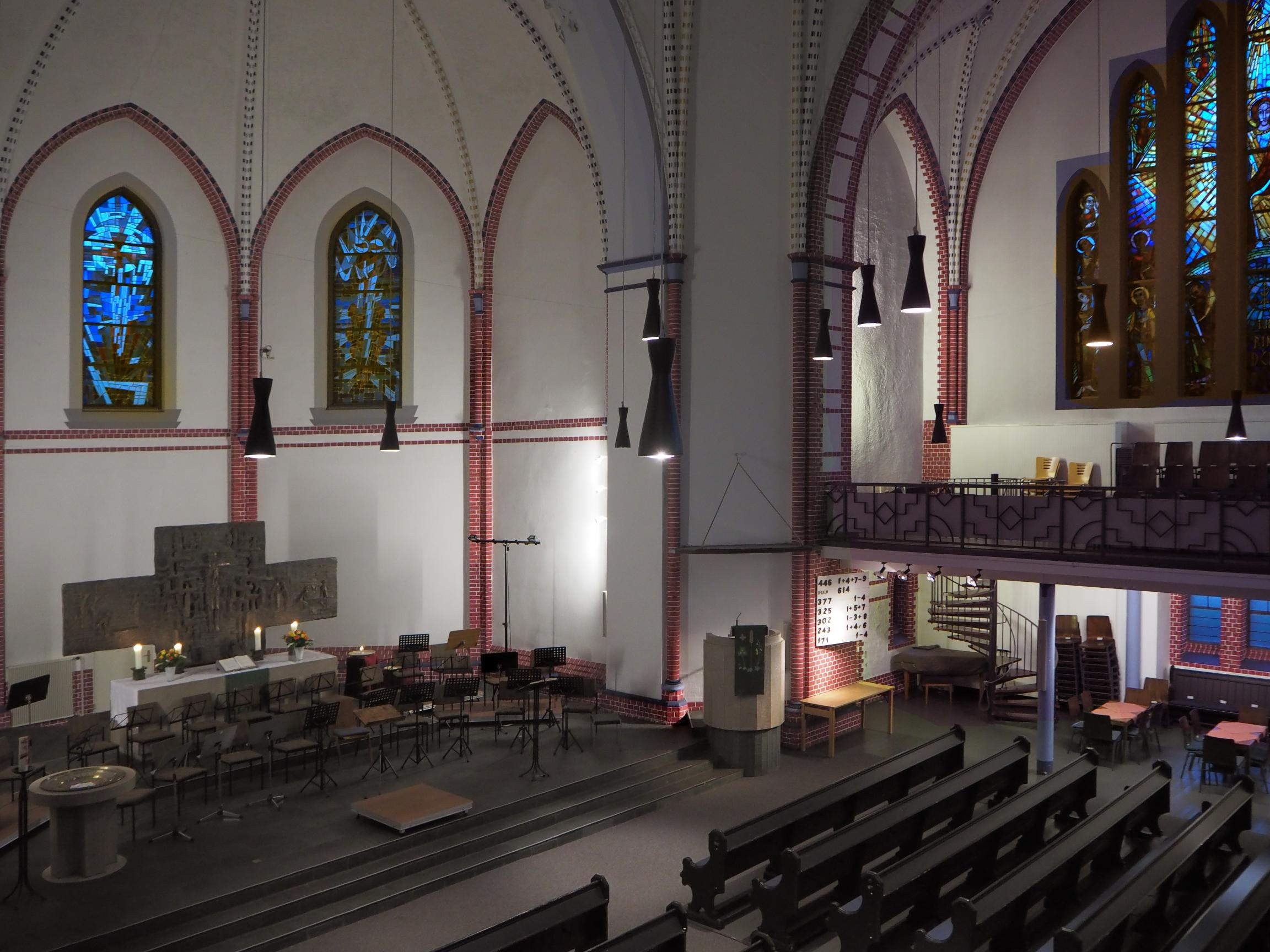
Blick nach Südwesten
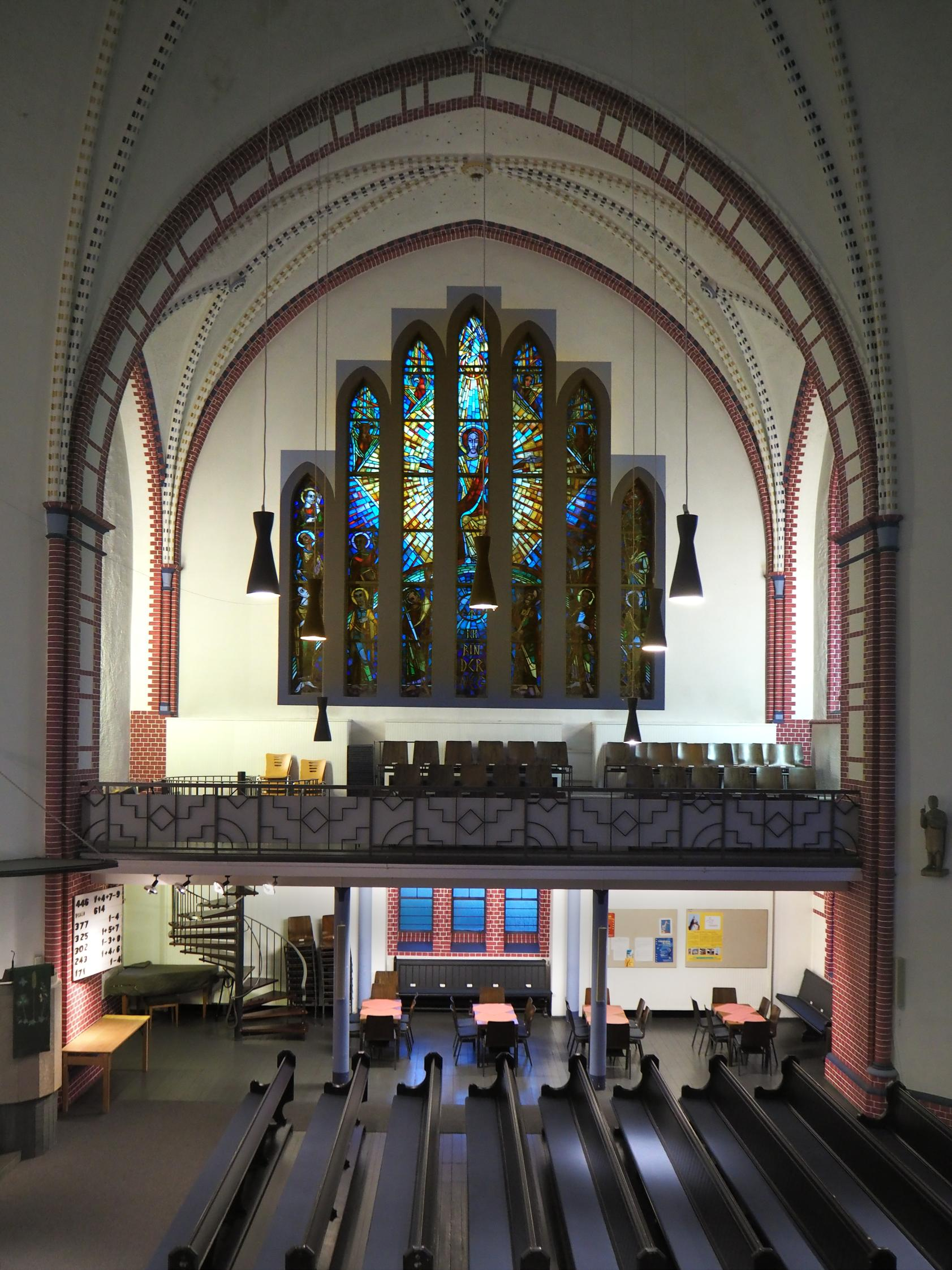
Westflügel

## Ausstattung
Die heutige Innenausstattung ist durch Werke des Künstlers Siegfried Assmann und seiner persönlichen Stilentwicklung geprägt. Von ihm stammen Kanzel, Taufstein und Altar, die er 1968 zusammen mit den Chorfenstern schuf. Das Taufbecken aus Messing ist noch von 1898. Die beeindruckenderen und aufwändiger gestalteten Fenster sind jedoch Ost- und Westfenster, die er bereits 1956 als Ersatz für die ursprünglichen Rosettenfenster fertigte. Das Ostfenster zeigt eine in Blau- und Grüntönen gehaltene Kreuzigungsszene, auf dem Westfenster ist in Gelbtönen Christus als Richter der Welt umgeben von Symbolen der Evangelisten und Apostel zu sehen. Der Altar hat einen kreuzförmigen Aufsatz aus Bronze, auf dem sich Szenen der Ostergeschichte finden und der daher auch Osterkreuz der Kreuzkirche genannt wird.
An den Eckpfeilern des Innenraums hängen vier der ursprünglich fünf Holzfiguren, die von dem Hamburger Künstler Carl Schümann stammen. Von 1939 bis 1968 waren die Figuren an der Kanzel angebracht. Sie stellen Johannes den Täufer, den auferstandenen Christus, die Apostel Paulus und Petrus und Johannes den Evangelisten dar. Letztere Figur befand sich lange in Privatbesitz, wurde 2023 wieder an die Kirchengemeinde übergeben und soll künftig auch einen Platz im Kirchenraum finden. 

## Orgel

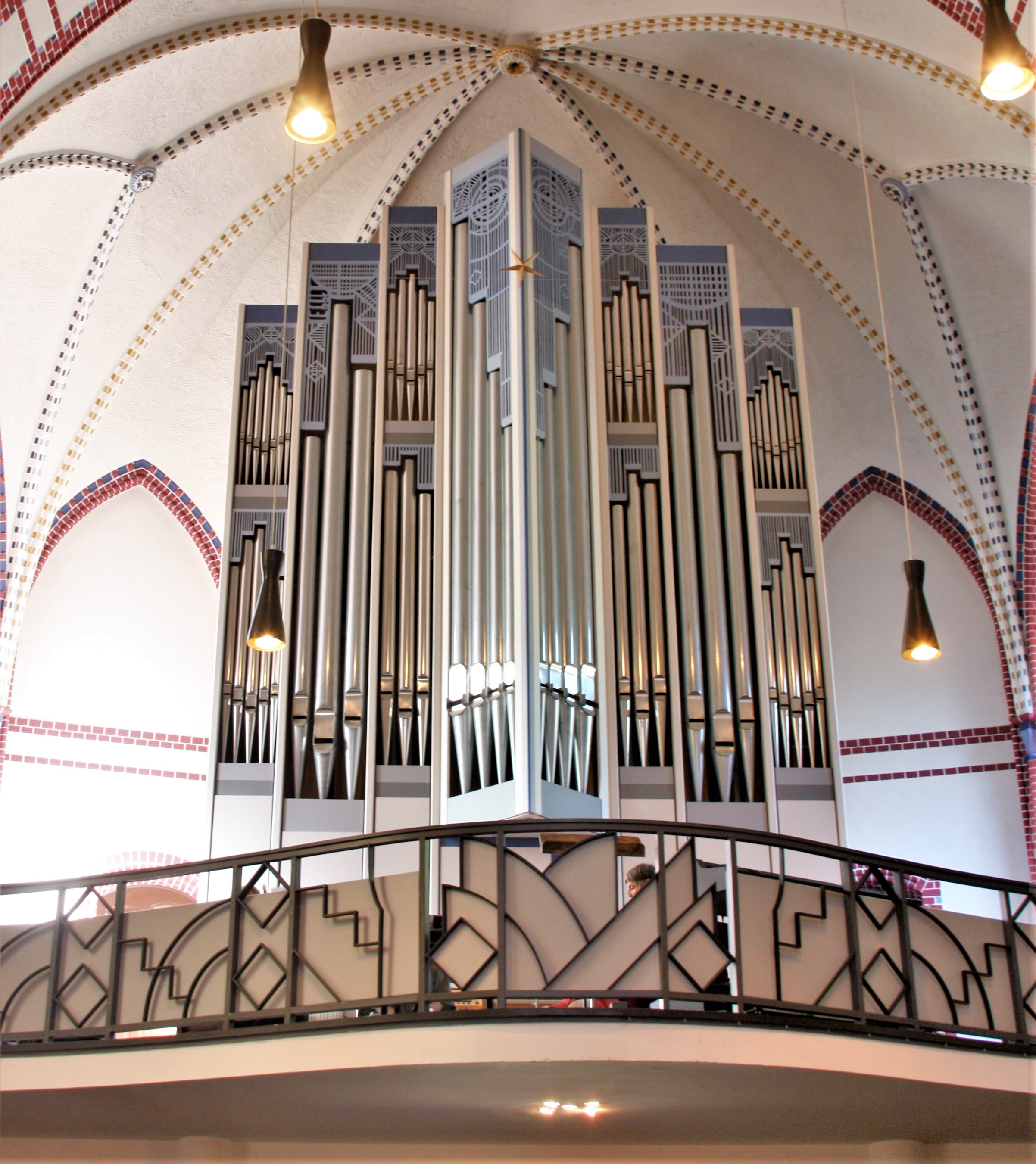
Orgelprospekt

Die heutige Orgel der Kreuzkirche ist bereits ihr drittes Instrument. Von 1898 bis 1955 verfügte die Kirche über eine Orgel aus der Werkstatt von Kemper und Sohn in Lübeck, die jedoch in beiden Weltkriegen Orgelpfeifen abgeben musste und deren Mängel und Schäden immer wieder Themen im Kirchenvorstand waren. Auch die zweite Orgel zeigte jedoch bald technische und klangliche Mängel, die bereits seit den 1970er-Jahren bekannt waren. In den späten 1980er-Jahren begannen dann die Planungen für eine neue Orgel.
Sie wurde 1993 von der Orgelbaufirma G. Christian Lobback (Neuendeich b. Hamburg) erbaut, besteht aus 1786 Pfeifen und hat 29 Register auf Schleifwindladen. Drei Register des Hauptwerks können mittels Wechselschleifen in das Pedal extrahiert werden. Das Schwellwerk ist doppelt schwellbar. Das Instrument hat mechanische Spiel- und elektrische Registertrakturen. Seine Disposition wurde bewusst weder als Barockorgel noch als romantische Orgel ausgelegt, sondern speziell auf den vorhandenen Kirchenraum zugeschnitten:
| I Hauptwerk C–g3 |            |       |
| 1.               | Prinzipal  | 16′   |
| 2.               | Oktave     | 8′    |
| 3.               | Rohrflöte  | 8′    |
| 4.               | Oktave     | 4′    |
| 5.               | Spitzflöte | 4′    |
| 6.               | Schwegel   | 2′    |
| 7.               | Quinte     | 1 ⁄3′ |
| 8.               | Mixtur V   | 1 ⁄3′ |
| 9.               | Trompete   | 8′    |
|                  | Tremulant  |       |

| II Schwellwerk C–g3 |             |        |
| 10.                 | Bordun      | 16′    |
| 11.                 | Metallflöte | 8′     |
| 12.                 | Gedackt     | 8′     |
| 13.                 | Gambe       | 8′     |
| 14.                 | Schwebung   | 8′     |
| 15.                 | Prinzipal   | 4′     |
| 16.                 | Koppelflöte | 4′     |
| 17.                 | Nasat       | 2 ⁄3′  |
| 18.                 | Oktave      | 2′     |
| 19.                 | Terz        | 1 3⁄5′ |
| 20.                 | Mixtur IV   | 2′     |
| 21.                 | Basson      | 16′    |
| 22.                 | Hautbois    | 8′     |
|                     | Tremulant   |        |

| Pedal C–f1 |            |     |
| 23.        | Prinzipal  | 16′ |
| 24.        | Subbass    | 16′ |
| 25.        | Oktave     | 8′  |
| 26.        | Rohrflöte  | 8′  |
| 27.        | Choralbass | 4′  |
| 28.        | Nachthorn  | 2′  |
| 29.        | Posaune    | 16′ |
| 30.        | Dulzian    | 16′ |
| 31.        | Trompete   | 8′  |
| 32.        | Zink       | 4′  |

- Kursive Register mit mechanischer Transmission
- Koppeln: II/I, I/P, II/P
- Spielhilfen: 4000-fache Generalsetzeranlage, Sequenzer

## Die Umgebung der Kirche
Zeitgleich mit der Kreuzkirche wurden das Pastorat und das der Kirche gegenüber stehende Gemeindehaus errichtet, welches den Stil der Kirche aufnimmt. Die exponierte Lage der Kirche auf einer Verkehrsinsel beruht auf einem Konzept des Städtebauers Hermann Joseph Stübben aus dem Jahr 1893 für die westliche Erweiterung Ottensens.
Das Gebiet südöstlich der Kreuzkirche zwischen Hohenzollernring und Fischers Allee blieb im Zweiten Weltkrieg fast vollständig von Bombenabwürfen verschont. Hier und in nordwestlicher Nachbarschaft zur Kirche stehen noch heute viele Wohnhäuser der Gründerzeit, aber auch „moderne“ Bauten des Backsteinexpressionismus aus der Zeit des maßgeblich von Gustav Oelsner betriebenen kommunalen Wohnungsbaus der 1920er und 1930er-Jahre, die zusammen ein Bild Hamburgs bzw. Altonas vor dem Krieg vermitteln.

## Fotografien und Karte
Koordinaten: 53° 33′ 12″ N, 9° 55′ 5″ O

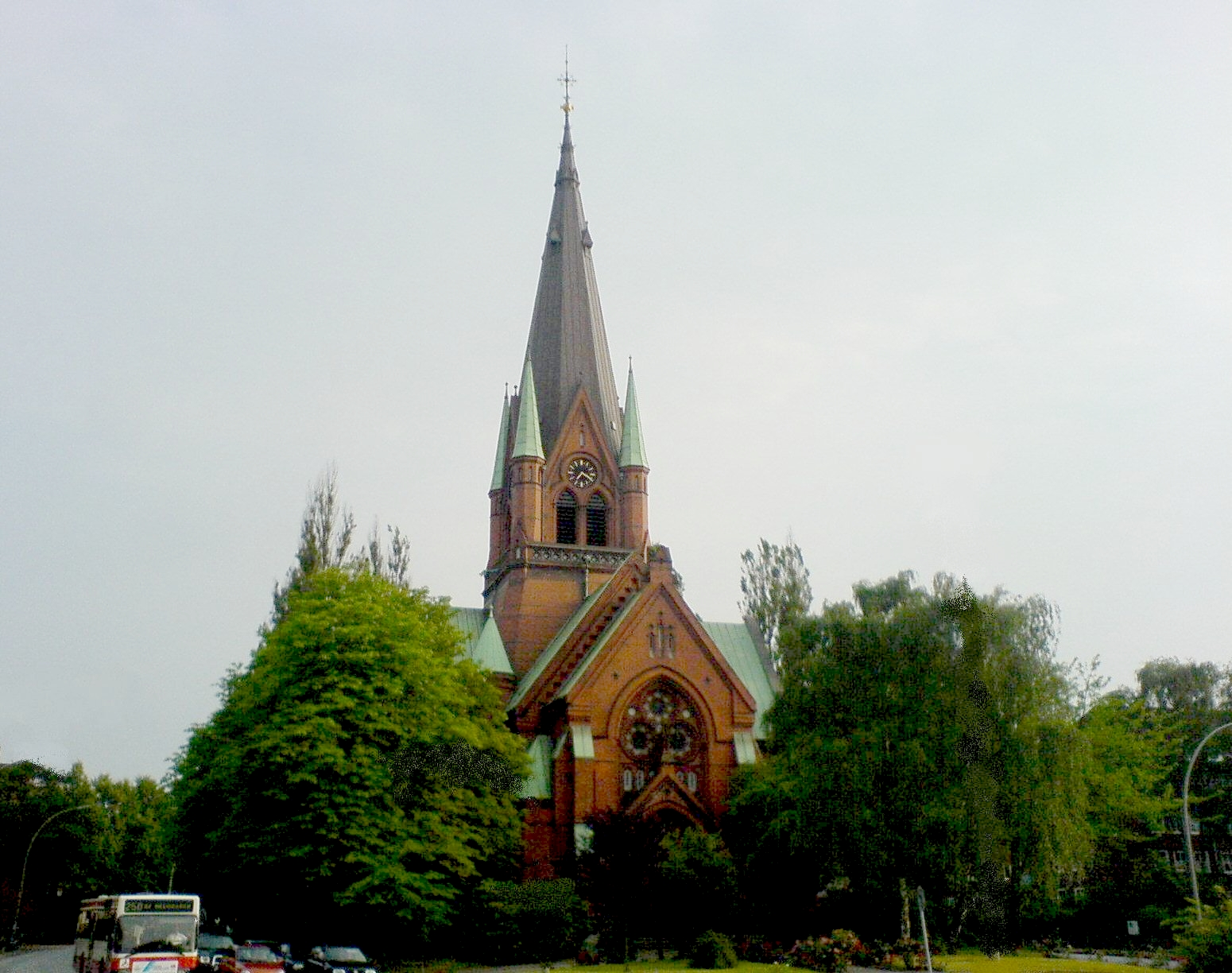
Blick auf die Nord- und Hauptfassade
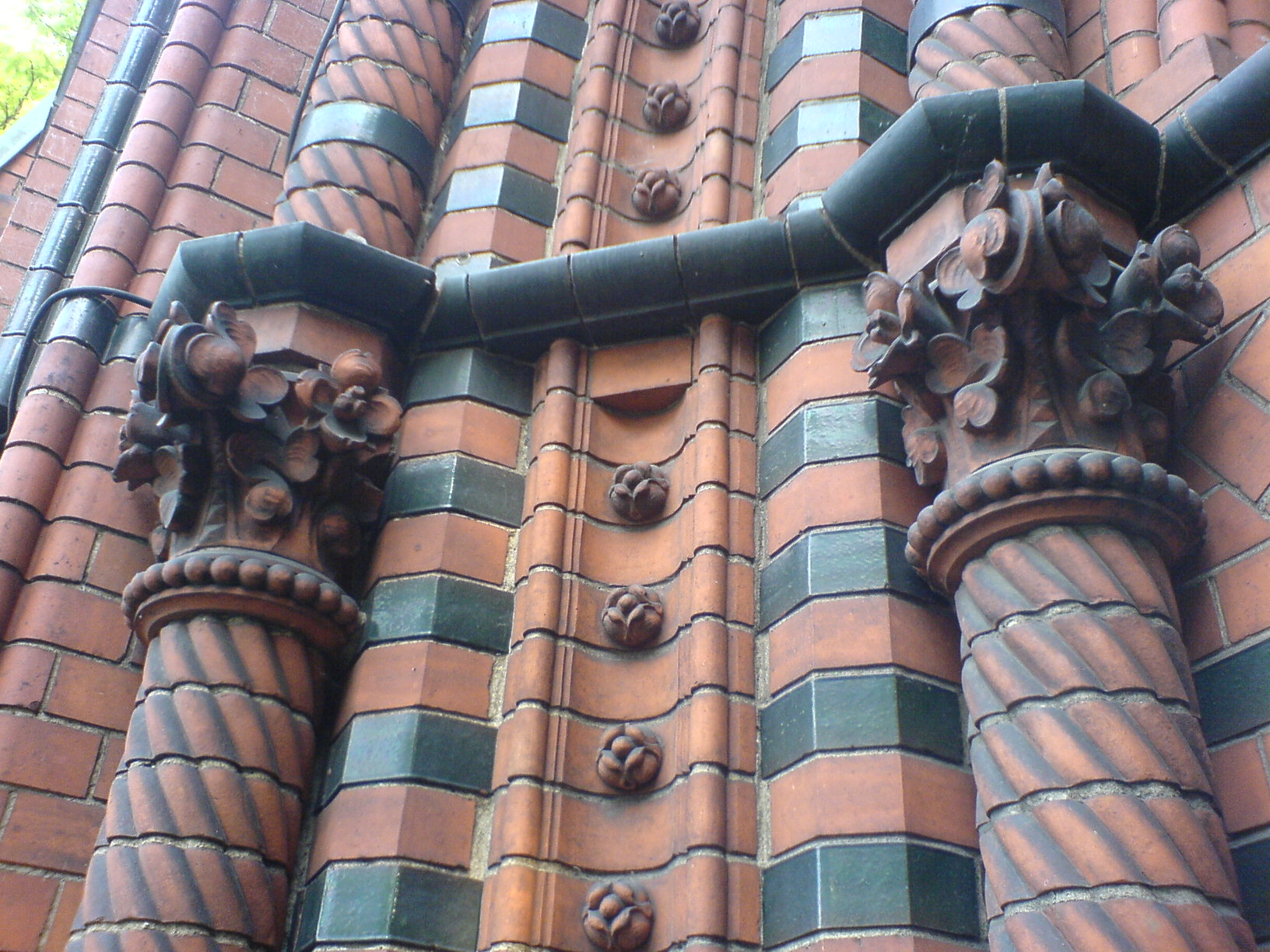
Details an der Fassade
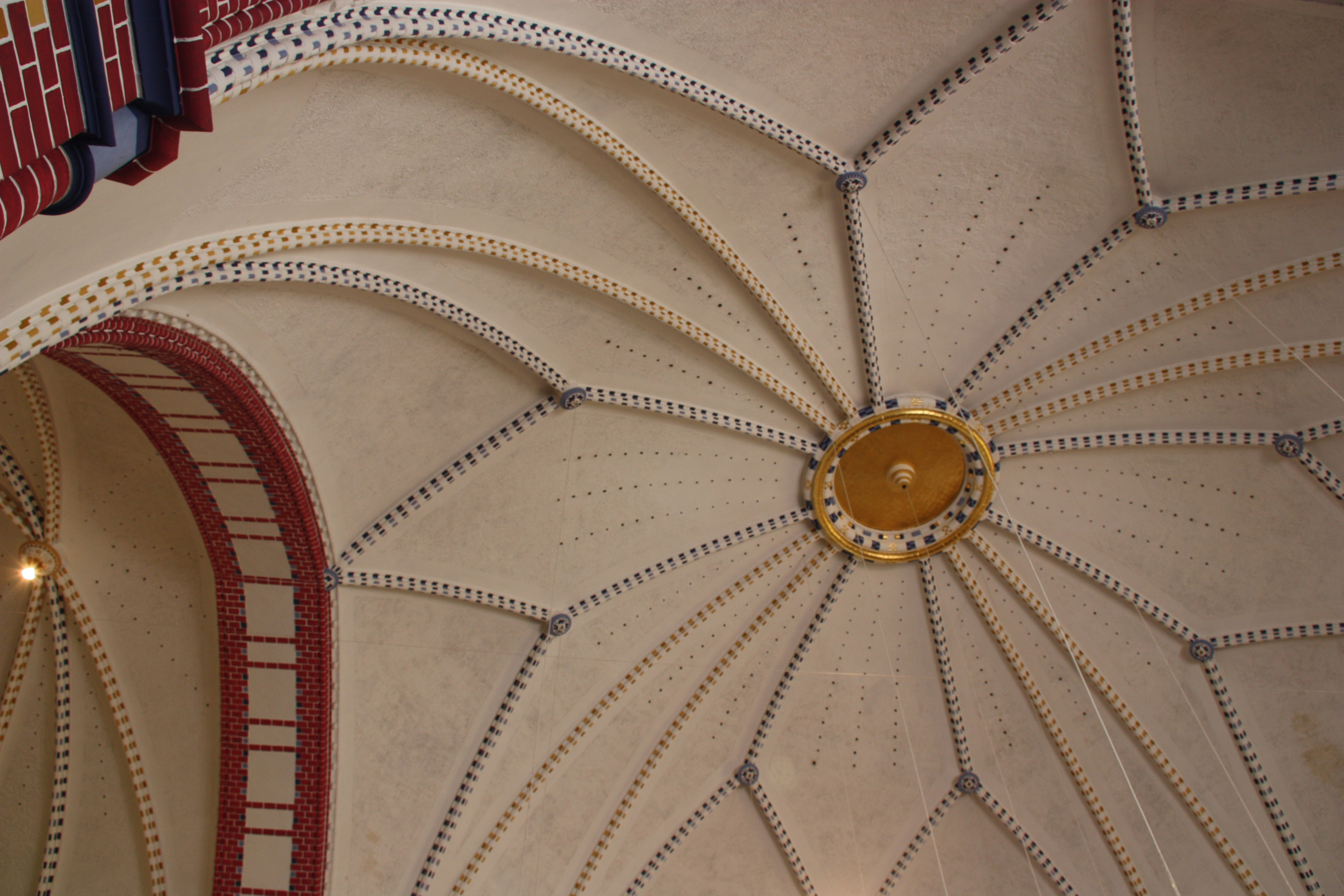
Deckengewölbe
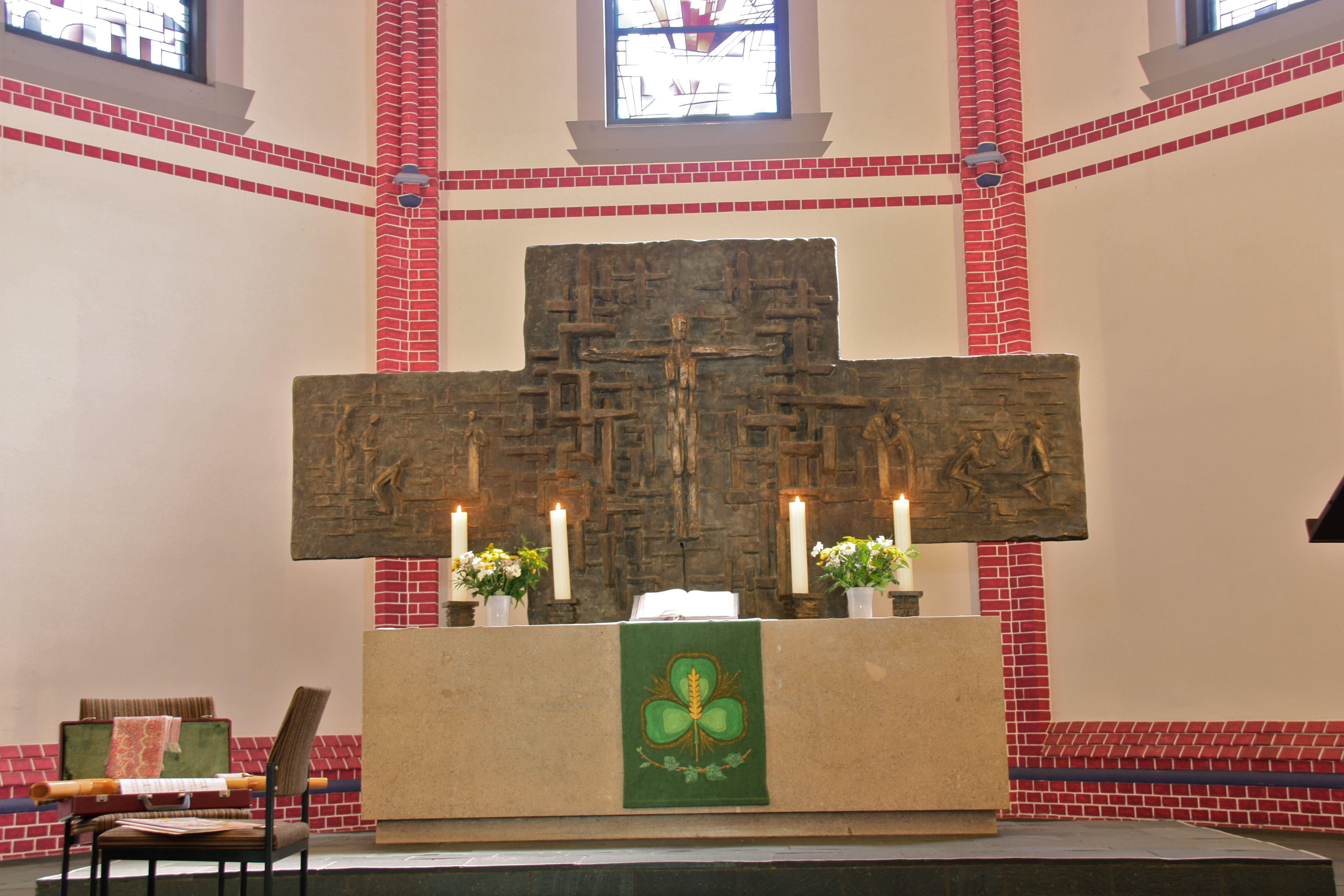
Altar
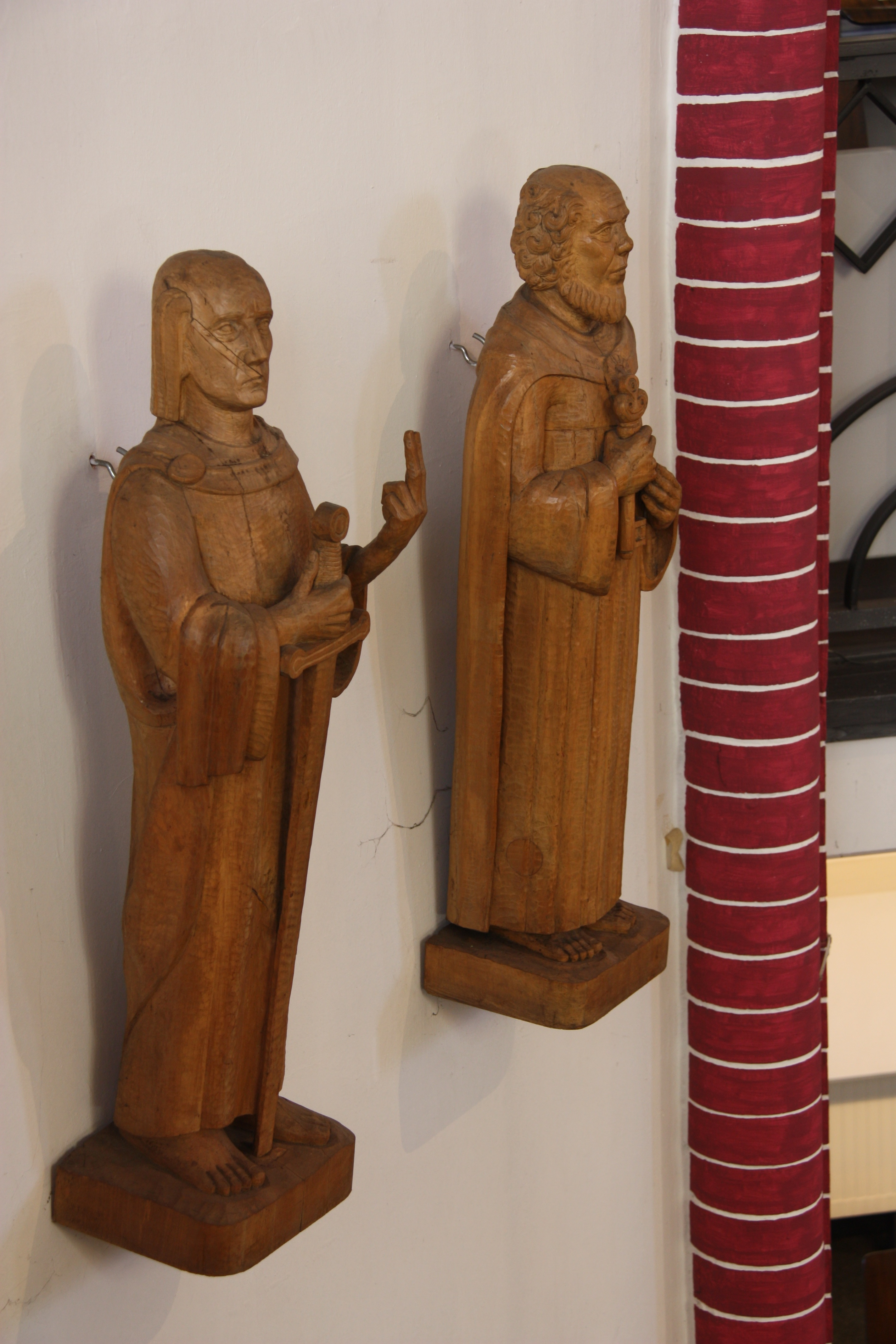
Apostelfiguren